# Mederico (re)
Mederico (fl. 357) fu, come suo fratello Cnodomario, re di un gau alemannico.
Mederico rimase a lungo in Gallia e lì fu introdotto agli insegnamenti segreti greci. Questa fu una delle ragioni per il nome di suo figlio, che inizialmente era chiamato Agenarico, seguendo la tradizione familiare, fu poi ribattezzato Serapio dal padre in onore del dio ellenistico-egizio Serapide, che era adorato in Gallia.